# Heilig Blut am Wasen (Rosenheim)

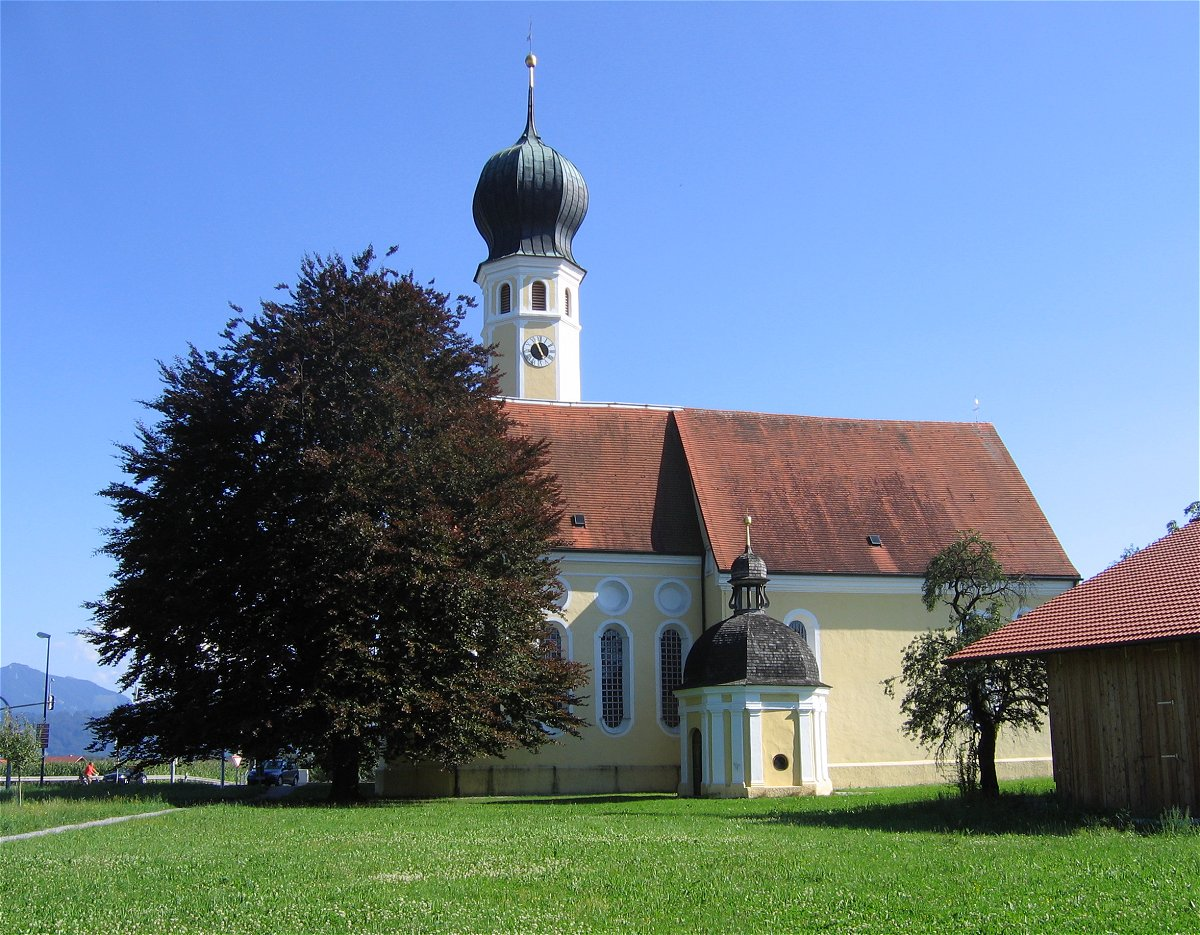
Wallfahrtskirche Heilig Blut am Wasen (Rosenheim)

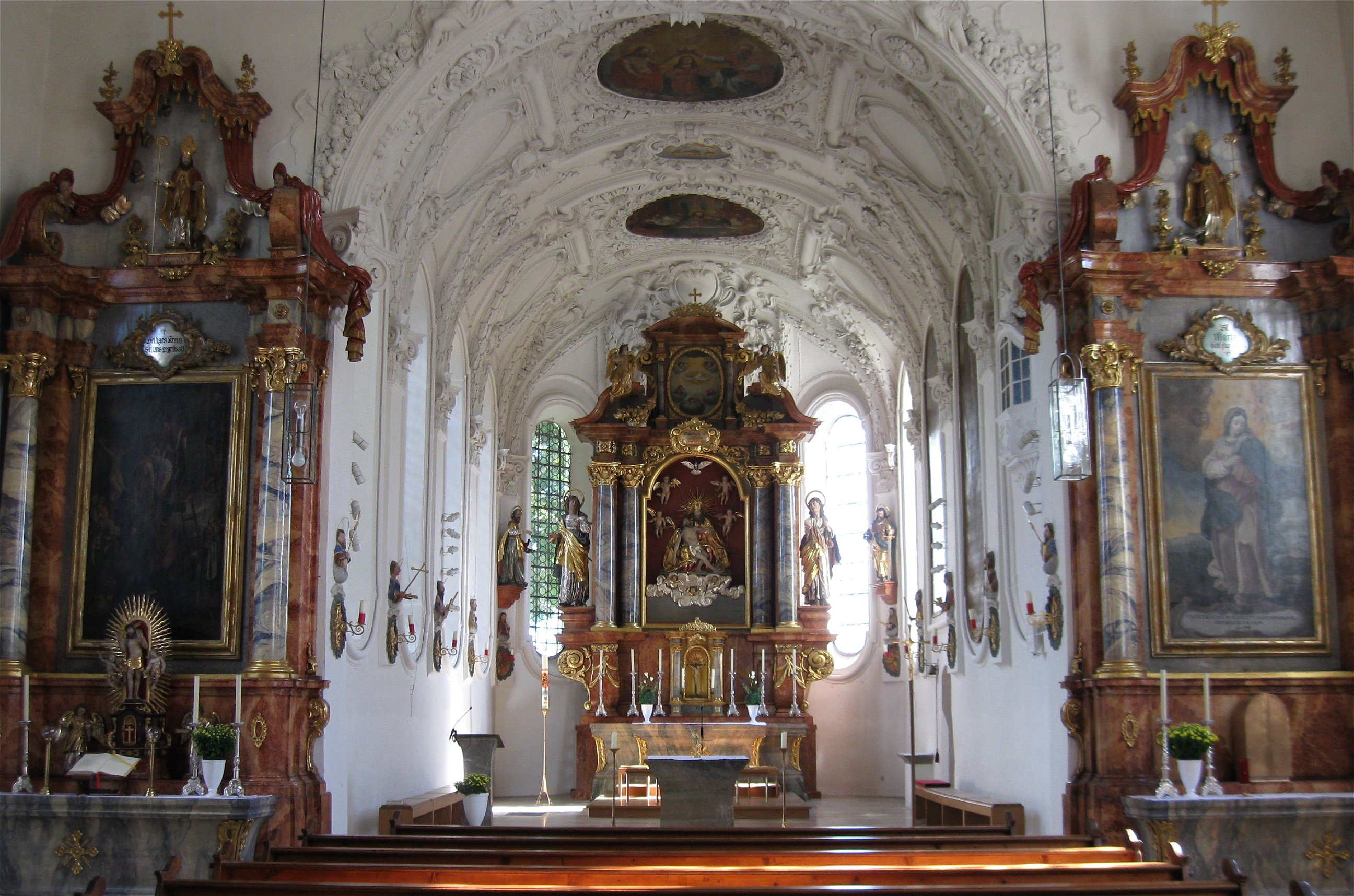
Innenansicht

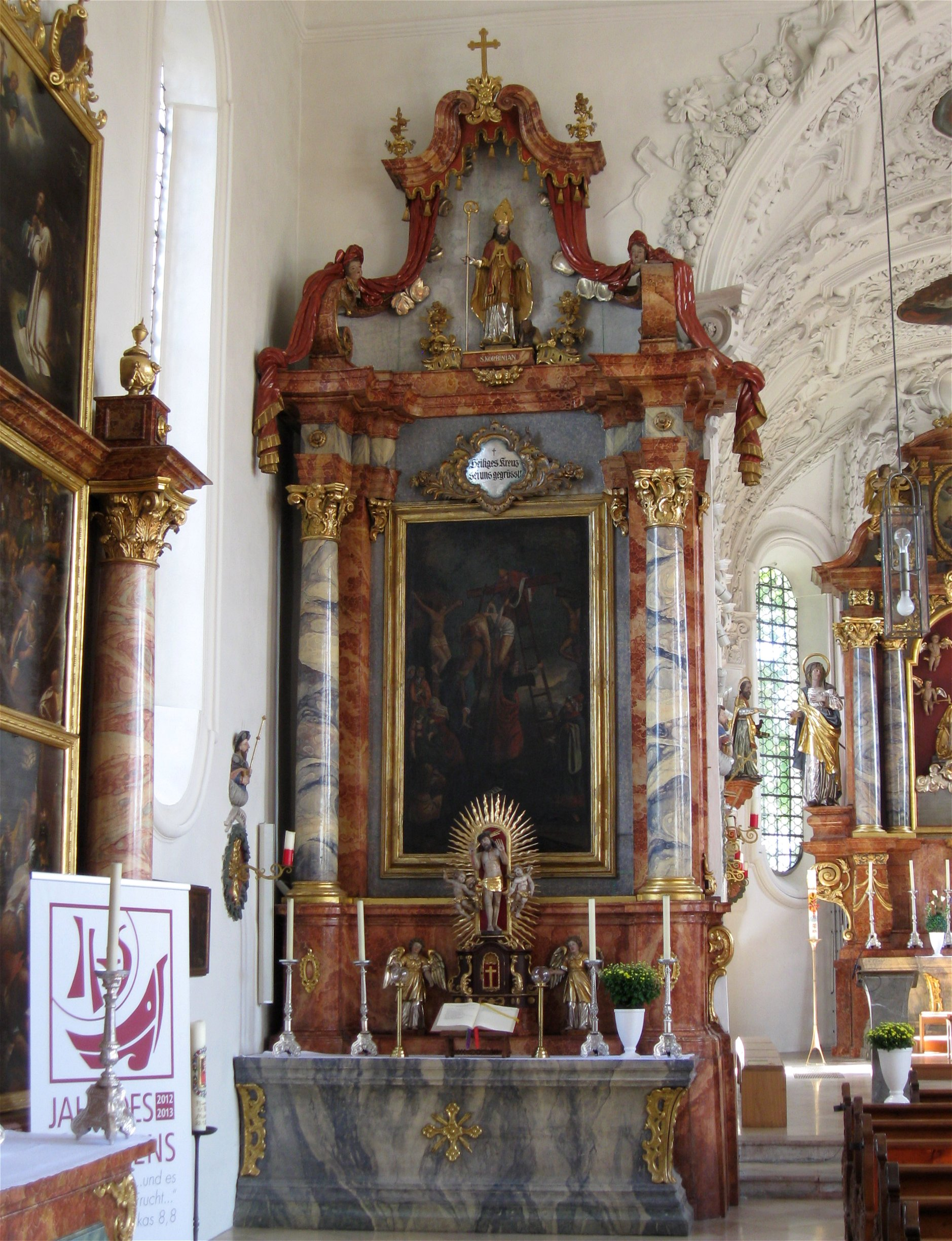
Kreuzaltar

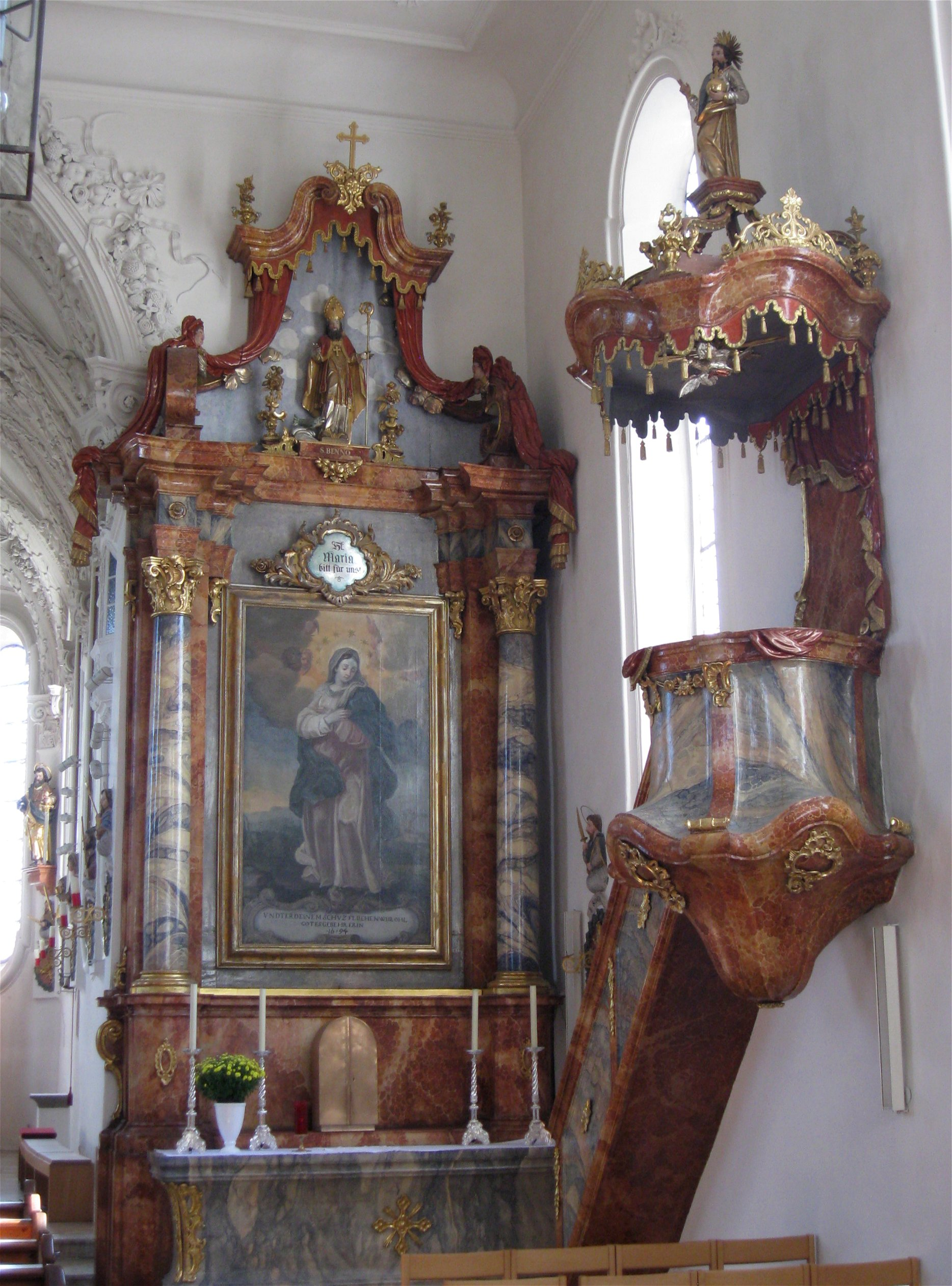
Marienaltar und Kanzel

Die römisch-katholische Wallfahrtskirche Heilig Blut am Wasen ist eine spätgotische, später barockisierte Saalkirche im Ortsteil Heilig Blut von Rosenheim in Oberbayern. Sie gehört zur Pfarrei Heilig Blut (Rosenheim) der Stadtteilkirche Rosenheim im Erzbistum München und Freising.

## Geschichte und Architektur
Seit etwa Ende des 15. Jahrhunderts entstand die Wallfahrtskapelle Heilig Blut. Um 1610/11 erreichte die Wallfahrt ihren Höhepunkt, weshalb eine Erweiterung der Kapelle durch ein Langhaus erforderlich wurde. Nach der Säkularisation im Jahr 1802 wurde um 1807 der Abbruch der Kirche gefordert, sie blieb jedoch auf Bitten aus der Bevölkerung erhalten. Im Jahr 1871 wurde eine Renovierung der Kirche vorgenommen.
Die Kirche wurde beginnend mit dem Chor um 1508 errichtet, das Langhaus folgte im Jahr 1608, die Sakristei 1652. Der Chor und das Turmoberteil wurden 1686/87 durch Johann Mayr den Älteren von der Hausstatt barockisiert. Nach 1992 war die Kirche in einem desolaten Zustand, daher wurde eine Restaurierung in den Jahren 1996–1999 vorgenommen. Im Juni 2011 wurde bei einem Gewittersturm das Dach beschädigt, und die eindringende Feuchtigkeit führte zu Schäden an der Stuckdecke. Die Kirche musste zur Restaurierung für mehrere Monate geschlossen werden und konnte im Dezember 2011 wieder eröffnet werden.
Das Bauwerk ist ein breiter Saalbau zu vier Achsen mit einem stark eingezogenen, dreiseitig schließenden Chor und einem Südturm mit Kuppelhaube, dessen Erdgeschoss durch Kreuzrippengewölbe abgeschlossen ist.
Das Langhaus ist innen mit einer Flachdecke von 1760 über einer umlaufenden Hohlkehle geschlossen, der Chor mit einem Tonnengewölbe mit Stichkappen über Komposit-Pilastern.
Der schwere Chorstuck wurde im Jahr 1687 von Giulio Zuccalli mit Kartuschen, Blattrahmen, Akanthus, Lorbeerzweigen und Fruchtgehängen modelliert. Über den Apostelkreuzen sind Stuckhalbfiguren der Apostel angeordnet, die drei vordersten Paare stammen aus der Zeit um 1687, die übrigen aus Holz wurden im 19. Jahrhundert hinzugefügt. Die Deckengemälde in Öl auf Leinwand im Chor wurden 1686/87 von Anton Vicelli geschaffen und zeigen das letzte Abendmahl und die Marienkrönung. Der Stuck und die Gemälde im Langhaus wurden 1948 ausgeführt. An der Westwand sind Freskenreste aus der Zeit um 1615 erhalten, die eine Kreuztragung und eine Ecce-homo-Darstellung zeigen.

## Ausstattung
Das Hauptstück der Ausstattung ist der Hochaltar aus der Zeit um 1690 mit einer Gnadenstuhl-Darstellung von etwa 1520, welche dem Stil des Meisters von Rabenden nahesteht. Die Figuren von Maria und Johannes wurden um 1690 von Blasius Maß hinzugefügt. In den Blindfenstern des Chores sind Leinwandgemälde von Vicelli aus der Zeit um 1687 angeordnet, welche die Verklärung Christi und Abrahams Opfer zeigen. Außerdem sind dort Figuren von 1690 der Heiligen Petrus und Paulus zu finden. Ein dreiteiliger Beichtstuhl hinter dem Hochaltar stammt ebenfalls aus dieser Zeit.
Die Seitenaltäre wurden 1764/65 geschaffen. Am linken Altar sind ein Ölbild der Kreuzabnahme aus der Zeit um 1615 und ein Schmerzensmann aus der Zeit um 1500 sowie Engel aus der Zeit um 1690 zu sehen. Der rechte Altar zeigt ein Ölbild der Unbefleckten Empfängnis von 1694 und Figuren im Altarauszug der Heiligen Korbinian und Benno von 1764/65 von Ignaz Sturmbeck.

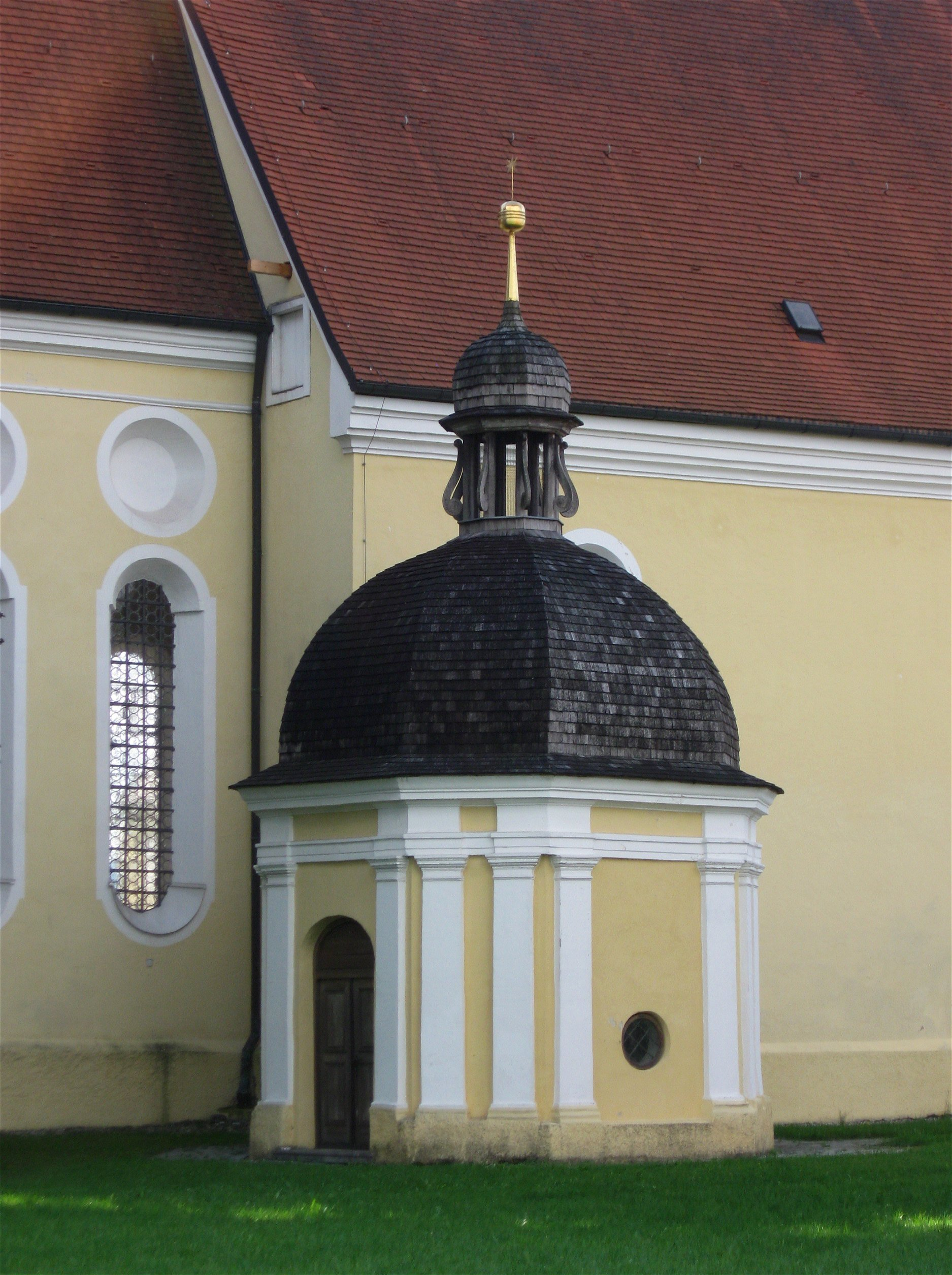
Brunnenkapelle

Der Bruderschaftsaltar wurde vermutlich in der Zeit um 1680 aus einem 1624 entstandenen großangelegten Epitaph und einem Altar von 1657 nach Entwurf von Vicelli zusammengestellt. Über einer triumphbogenähnlichen Nische mit dem heiligen Sebastian und Engeln sind sieben manieristische Gemälde aus dem Jahr 1624 von Hanns Oberhofer angeordnet. Sie zeigen die Blutvergießungen Christi: die Kreuzigung als Kopie nach Tintoretto, die Beschneidung, die Ölbergszene, die Dornenkrönung, die Geißelung, die Entkleidung und die Kreuzannagelung.
Die Kanzel wurde 1762/63 von Sebastian Laufhueber geschaffen und mit Figuren von Sturmbeck versehen. Das Chorbogenkreuz stammt aus der Zeit um 1610 und der Kreuzweg von etwa 1760. Im Jahr 1953 wurde eine neue Orgel mit 15 Registern durch die Firma Schuster aus München eingebaut.

## Brunnenkapelle
Die aus dem 17. Jahrhundert stammende, nördlich der Kirche gelegene Brunnenkapelle wurde von Johann Mayr dem Älteren erbaut. Das oktogonale Bauwerk mit Pilastergliederung und schindelgedeckter Laternenkuppel wurde im Jahr 1950 stuckiert. Im Zentrum befindet sich ein achteckiger Brunnenschacht mit einer Brunnengrotte und einer Ecce-homo-Darstellung aus der Zeit um 1690.